# سيميائية حسابية
علم السيميائية الحسابية، هو مجال متعدد التخصصات يطبق ويعتمد على البحث في المنطق والرياضيات ونظرية وممارسة الحسابية ودراسات اللغة الرسمية والطبيعية والعلوم المعرفية بشكل عام وسيميائية مناسبة. ويشمل المصطلح كل من تطبيق السيميائية على أجهزة الكمبيوتر وتصميم البرمجيات، وعلى العكس تماما، فاستخدام الحساب التجميلي السيميائي أولا على ما يمكن أن تجلبه السيميائية للحساب. وفي الأخير حول ما يمكن أن تجلبه الحسابات إلى السيميائية.

## سيميائية الحساب
الموضوع المشترك لهذا العمل هو اعتماد المنظور في نظرية الإشارات حول قضايا الذكاء الاصطناعي وتمثيل المعرفة.
هناك العديد من التطبيقات الأساسية في مجال التفاعل بين الإنسان والحاسوب ما يسمى ( الاعتراف )
واحد من الاجزاء في ذلك المجال يعرف باسم السيميائي الجبري، يجمع بين جوانب المواصفات الجبرية والسيميائية الاجتماعية، وقد تم تطبيقه على تصميم واجهة المستخدم وتمثيل البراهين الرياضية

## طرق حساب السيميائية
إضافة الطابع الرسمي إلى هذا الشريط على طرق التحليل السيميائي وينفذها كخوارزميات على أجهزة الكمبيوتر لتقوم بمعالجة المجموعات من البيانات الرقمية الكبيرة. وهذا ما تكون هذه المجموعات من البيانات نصية ولكن السيميائية تفتح الطريق لتحليل جميع أنواع البيانات الأخرى. يتيح العمل الحالي طرقًا لتحليل المعارضة الآلي وتوليد المربعات السيمائية؛ تحديد الاستعارة؛ وتحليل الصور.
اقترح شاكل على أنه يجب أن يظهر في مجال جديد للمعالجة السيميائية الطبيعية لتوسيع معالجة اللغة الطبيعية إلى مجالات مثل التكنولوجيا المقنعة، والتسويق والعلامة التجارية التي لها جوانب ثقافية أو غير لغوية مهم

## روابط خارجية
- جوزيف أمادي جوجوين  [لغات أخرى]‏, Algebraic Semiotics
- Gudwin, R.R., Computational Semiotics
- Gudwin, R.R., List of Publications in Computational Semiotics and other fields
- International Computational Semiotics Group
- UNICAMP Computational Semiotics Group